# Fejervarya parambikulamana
Fejervarya parambikulamana är en groddjursart som först beskrevs av Rao 1937.  Fejervarya parambikulamana ingår i släktet Fejervarya och familjen Dicroglossidae. IUCN kategoriserar arten globalt som otillräckligt studerad. Inga underarter finns listade i Catalogue of Life.